# Giáo hoàng Gioan XIII
Gioan XIII (Latinh: Joannes XIII) là vị giáo hoàng thứ 133 của Giáo hội Công giáo.
Theo niên giám Tòa Thánh năm 1806 thì ông đắc cử Giáo hoàng năm 965 và ở ngôi Giáo hoàng trong 6 năm 11 tháng 8 ngày. Niên giám tòa thánh năm 2003 xác định triều đại của ông kéo dài từ ngày 1 tháng 10 năm 965 cho tới ngày 6 tháng 9 năm 972.
Giáo hoàng Gioan XIII sinh tại Rôma trong gia đình Crescentius. Ông con của Gioan, em rể của Marusia, vậy là có quan hệ thông gia với dòng họ thế lực Théophylactes. Được nuôi dạy trong môi trường Giáo hội, Gioan trở thành Giám mục Narni và quản thủ thư viện Rôma vào khoảng năn 961.
Sau khi Giáo hoàng Lêô VIII qua đời tháng 3 năm 965, ông được bầu làm Giáo hoàng với sự đồng ý của Otto I.
Tuy nhiên, ông không được công chúng Rôma chấp nhận. Mười tuần sau khi đăng quang ông bị lật đổ bởi một cuộc nổi dậy do tổng đốc thành phố và quân đội chỉ huy, phản ứng chống lại những dòng họ lớn ở Rôma. Gioan VIII trước tiên bị cầm tù rồi bị trục xuất. Ông ẩn náu ở chỗ hoàng tử Benevento.
Ông tập hợp các đạo quân và kêu gọi hoàng đế can thiệp. Otto I đến Ý đưa ông trở về Rôma vào tháng 11 năm 966. Sự đàn áp những người nổi dậy lúc bấy giờ thật là tàn nhẫn. 
Cùng năm đó, Gioan XIII xác nhận quyết định của vị tiền nhiệm của mình là Gioan XII: ông nâng Magdebourg lên thành Tổng Giám mục và bắt các giáo phận Brandebourg và Havelberg phục tùng nó với tư cách là Giám mục phó tổng giáo phận.
Otto I ở lại Rôma không dưới 6 năm, trong suốt khoảng thời gian đó ông ra lệnh cho Giáo hoàng phong hoàng đế cho con trai mình là Otto II làm kế vị. Gioan XIII đã tấn phong Otto II lúc đó mới 12 tuổi theo truyền thống Carôlanh. Năm 972, ông cũng cử hành lễ hôn phối trong Vương cung thánh đường thánh Phêrô của Otto II và Thêôphana, công chúa sinh lúc phụ hoàng còn tại vị của Byzaxiô và là con gái của Nicêphôrô II Phôca.
Đổi lại, Otto trả lại cho Giáo hoàng địa phận giám quản của Giáo hội đông phương Ravenna. Đồng thời Gioan XIII tổ chức lại miền nam nước Italia, đưa Bênêventê và Capu lên thành phố chính thuộc Giáo hội. Ông cũng lập ra thói quen làm phép và đặt tên chuông.